# 石家庄市人民医院
石家庄市人民医院 (英語：Shijiazhuang People's Hospital，又名石家庄市第一医院、石家庄市肿瘤医院、河北省重症肌无力医院、石家庄市心血管病医院)，是一所集医疗、科研、教学、预防、保健、康复为一体的大型综合三级甲等医院，现有范西路、方北、建华三个院区，分别位于中华人民共和国河北省石家庄市长安区范西路36号、方北路9号、裕华区建华南大街365号，拥有床位3400张。

## 沿革
医院前身是1938年成立的“石门同仁会医院”，后更名为石门市立第一医院。1947年，晋察冀边区卫生部将石门市立第一医院与石门市立第二医院（原“真定道立医院”）合并，成立晋察冀边区石门市立医院。1950年，改为河北省石家庄市人民医院。1956年，更名为石家庄市人民医院，搬至范西路路南，即今范西路院区。1961年，更名为石家庄市第一医院。2012年，与原石家庄市交通医院整合，成为该院眼科院区。2013年，与原石家庄市中心医院整合，即今方北院区。2020年，更名为“石家庄市人民医院”，启用建华院区。2021年，建华院区和范西路院区一度作为新冠肺炎收治定点医院和出院患者康复定点医院。2022年，北京大学人民医院石家庄医院在石家庄市人民医院建华院区揭牌。

## 争议事件
2024年，国家医疗保障局在飞行检查中发现，石家庄市人民医院存在86项问题，违法违规金额2000.9万元，但仅自查自纠退回医保基金108.2万元。典型问题包括过度诊疗、超标准收费、重复收费等。